# Marsala vasútállomás
Marsala vasútállomás egy vasútállomás Olaszországban, Szicília régióban, Trapani megyében, Marsala településen. Forgalma alapján az olasz vasútállomás-kategóriák közül az ezüst kategóriába tartozik.

## Vasútvonalak
Az állomást az alábbi vasútvonalak érintik:
- Alcamo Diramazione–Castelvetrano–Trapani railway